# Korg OASYS
O teclado Korg OASYS (Open Architecture SYnthesis Studio) é um sintetizador workstation lançado no início de 2005, um ano após o lançamento do Korg Triton Extreme. Diferentemente da série Triton, o OASYS foi implementado num sistema operacional Linux modificado, e projetado para ser arbitrariamente expansível através de softwares de atualização, com sua funcionalidade limitada somente pelo hardware, muito semelhante ao de um computador pessoal. O OASYS foi oficialmente descontinuado em Abril de 2009.
O sintetizador recebeu o prêmio MIPA de 2005 como melhor workstation.

## Características
O Korg OASYS possui um hardware muito semelhante ao de um computador pessoal:
- CPU Pentium 4 de 3.2 GHz;
- disco rígido de 40 GB;
- 1 GB de memória DDR SDRAM;
- ecrã táctil LCD de 10,4".

A tecnologia do OASYS permite múltiplas máquinas de sintetização simultâneas. O OASYS também traz a segunda geração da tecnologia KARMA, cuja primeira geração foi lançada com o Korg KARMA.
O Korg OASYS tem dois modelos de configuração de teclas:
- 76 teclas com ação de sintetizador;
- 88 teclas com ação de piano.

## Usuários notáveis
- Tony Banks (Genesis)
- Keith Emerson (Emerson, Lake & Palmer)
- Herbie Hancock
- Tuomas Holopainen (Nightwish)
- John Paul Jones (Led Zeppelin, na reunião de 2007)
- Jordan Rudess (Dream Theater)
- Alan Döhler (Blind Faith)
- Greg Phillinganes (Toto)
- Rick Wakeman (Yes)
- Wemerson Pequeno ( Ex Keyboard Player Cristiano Araújo / Marília Mendonça )